# 愛媛県道199号北条港線
愛媛県道199号北条港線（えひめけんどう199ごう ほうじょうこうせん）は、愛媛県松山市を通る一般県道である。北条港から愛媛県道179号湯山北条線（旧国道196号）を結ぶ短い路線のため、道路上に県道の標識は設置されていない。

## 概要

### 路線データ
- 総延長：0.3 km
- 起点：松山市北条辻 （北条港）
- 終点：松山市北条辻 （愛媛県道179号湯山北条線交点）

## 歴史
- 1923年（大正12年）4月1日 - 愛媛県告示第195号により、北条港線として県道に認定される[1]。
- 1958年（昭和33年）6月27日 - 愛媛県告示第566号により、同路線を整理番号62番として県道に再認定される[2]。
- 1972年（昭和47年）3月16日 - 愛媛県が愛媛県道199号北条港線として認定。

## 地理

### 通過する自治体
- 松山市

### 交差する道路
- 愛媛県道179号湯山北条線
- 愛媛県道200号鹿島公園線

### 沿線
- 北条港
- 北条市漁業協同組合
- 明星川